# Рахим, Харун
Харун Рахим (род. 12 ноября 1949, Лахор) — пакистанский теннисист. Победитель 4 турниров Гран-при (1 — в одиночном разряде), участник Кубка Дэвиса в составе сборной Пакистана. Второй представитель Пакистана в основной сетке Уимблдонского турнира после Хваджи Саида Хая.

## Биография
Харун Рахим родился в 1949 году в зажиточной пакистанской семье и быстро проявил себя как теннисист, выдвинувшись на первую позицию во внутреннем пакистанском рейтинге. Теннисом в семье занимался не только он — чемпионами Пакистана становились также двое его братьев и сестра, но Харун завоевал национальный титул уже в 15 лет. В 1965 году он выступил в составе сборной Пакистана в Кубке Дэвиса, принеся ей единственное очко в матче против команды Вьетнама. В 1968 году Рахим впервые сыграл в основной сетке двух турниров Большого шлема — Уимблдонского турнира (став первым пакистанцем с 1958 года, когда там выступал Хваджа Саид Хай) и Открытого чемпионата США.
Родители Харуна были образованными людьми, и сам он в 20 лет получил стипендию на учёбу в Калифорнийском университете в Лос-Анджелесе. Там пакистанец стал капитаном сборной вуза, в которой вместе с ним выступал Джимми Коннорс. В парном разряде Рахим и Коннорс часто играли вместе. В 1970 и 1971 годах Рахим со сборной университета дважды становился чемпионом NCAA, а во второй год стал также чемпионом в парном разряде, где его партнёром был ещё один американец Джефф Боровяк. В том же году Рахим и Боровяк пробились в четвертьфинал Открытого чемпионата США в парном разряде, и в течение следующих четырёх десятилетий этот результат оставался лучшим из когда-либо достигнутых пакистанскими теннисистами в турнирах Большого шлема.
В середине 1970-х годов Рахим трижды выигрывал турниры профессиональных теннисных туров в парном разряде, а весной 1976 года стал победителем турнира Гран-при в Литл-Роке (Арканзас). Более сорока лет он оставался единственным пакистанцем, которому удавалось выиграть турнир основного профессионального тура в одиночном или парном разряде. После введения рейтинга ATP Рахим несколько лет входил в его первую сотню, ближе к концу 1977 года достигнув в рейтинге 34-й позиции.Среди соперников, которых он побеждал за время выступлений, были Коннорс, Витас Герулайтис, Деннис Ралстон, Фред Столл, Шервуд Стюарт и Гарольд Соломон.
Со временем Рахим всё дольше оставался в США, реже посещая Пакистан. В 1978 году, вскоре после того, как достиг высшего за карьеру места в рейтинге, он женился на американке. Его семья отказалась признавать этот брак, после чего Харун разорвал все отношения с родными и навсегда остался в США. В 29 лет он прекратил выступления и исчез; о его дальнейшей судьбе ничего не известно. Только в первом десятилетии XXI века появился новый пакистанский теннисист — Айсам-уль-Хак Куреши, — которому удалось выступить в основной сетке Уимблдонского турнира и выиграть турнир основного профессионального тура.

## Положение в рейтинге в конце сезона
| Год              | 1973 | 1974 | 1975 | 1976 | 1977 |
| ---------------- | ---- | ---- | ---- | ---- | ---- |
| Одиночный разряд | 90   | 123  | 74   | 49   | 136  |

## Финалы турниров Гран-при и WCT за карьеру

### Одиночный разряд (1-6)
| Результат | №  | Дата            | Турнир                    | Покрытие | Соперник в финале | Счёт в финале           |
| --------- | -- | --------------- | ------------------------- | -------- | ----------------- | ----------------------- |
| Поражение | 1. | 28 декабря 1970 | Новый Орлеан, США         | Ковёр(i) | Эрик ван Диллен   | 1-6, 1-6                |
| Поражение | 2. | 30 января 1972  | Кливленд, США             | Хард(i)  | Владимир Зедник   | 6-7, 7-6, 6-4, 2-6, 3-6 |
| Поражение | 3. | 19 марта 1972   | Каракас, Венесуэла        | Хард     | Мануэль Орантес   | 4-6, 5-7, 4-6           |
| Поражение | 4. | 7 мая 1972      | Канзас-Сити, Миссури, США | Хард     | Алекс Ольмедо     | 2-6, 7-5, 6-7           |
| Поражение | 5. | 8 октября 1972  | Мидленд, Техас, США       | Хард     | Брайан Фэрли      | 5-7, 3-6, 6-7           |
| Победа    | 1. | 7 марта 1976    | Литл-Рок, Арканзас, США   | Хард(i)  | Колин Дибли       | 6-4, 7-5                |
| Поражение | 6. | 6 февраля 1977  | Литл-Рок                  | Хард(i)  | Сэнди Майер       | 2-6, 4-6                |

### Парный разряд (3-3)
| Результат | №  | Дата            | Турнир            | Покрытие | Партнёр         | Соперники в финале             | Счёт в финале |
| --------- | -- | --------------- | ----------------- | -------- | --------------- | ------------------------------ | ------------- |
| Поражение | 1. | 14 февраля 1971 | Нью-Йорк, США     | Ковёр(i) | Джимми Коннорс  | Мануэль Орантес Хуан Хисберт   | 6-7, 2-6      |
| Победа    | 1. | 17 ноября 1974  | Осло, Норвегия    | Хард(i)  | Карл Майлер     | Джефф Боровяк Витас Герулайтис | 6-3, 6-2      |
| Победа    | 2. | 10 августа 1975 | Норт-Конвей, США  | Грунт    | Эрик ван Диллен | Джон Александер Фил Дент       | 7-6, 7-6      |
| Поражение | 2. | 5 октября 1975  | Мауи, Гавайи, США | Хард     | Джефф Боровяк   | Фред Макнейр Шервуд Стюарт     | 6-3, 6-7, 3-6 |
| Поражение | 3. | 7 марта 1976    | Литл-Рок, США     | Хард(i)  | Джулиано Печчи  | Сид Болл Рэй Раффлз            | 3-6, 7-6, 3-6 |
| Победа    | 3. | 6 февраля 1977  | Литл-Рок          | Хард(i)  | Колин Дибли     | Фрю Макмиллан Боб Хьюитт       | 6-7, 6-3, 6-3 |